# Philoctetes (mythologie)

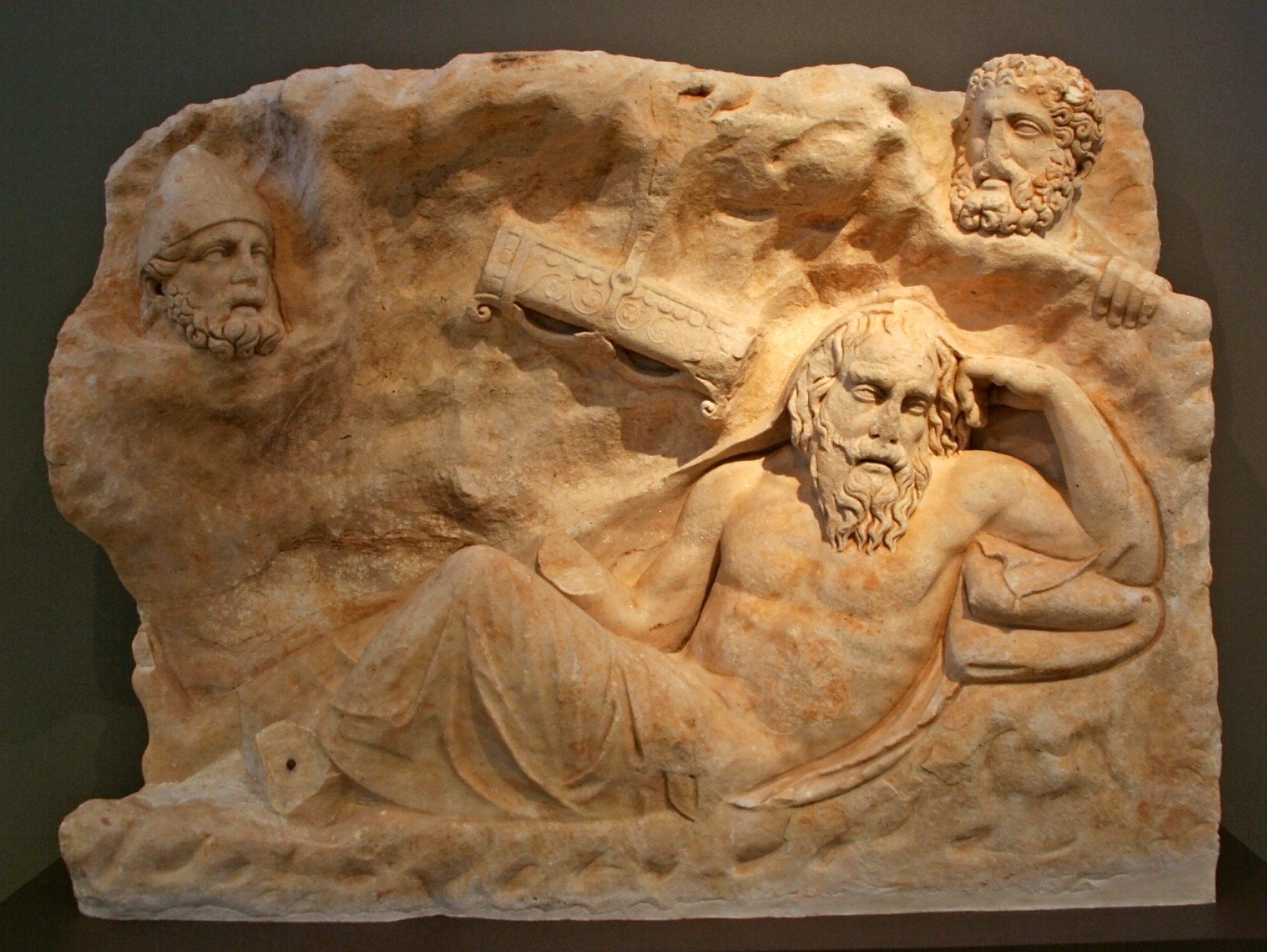
Marmeren plaat met het terughalen van Philoctetes, Archeologisch museum van Brauron

Philoctetes (Latijnse spelling) of Philoktetes (naar het oorspronkelijke Oudgrieks: Φιλοκτήτης) is een figuur uit de Griekse mythologie. Hij is de zoon van koning Phoias van Meliboia in Thessalië.
Hij maakte deel uit van de Argonauten en was een persoonlijke vriend van Herakles. Na diens dood ontving hij Herakles' pijl-en-boog. Omdat hij leed aan een voetwonde die maar niet genas, en die een niet te harden stank verspreidde, liet Odysseus hem tijdens de afvaart naar Troje achter op het eiland Lemnos (sommige bronnen vermelden het eiland Chryse).
Over het ontstaan van de wonde bestaan er verschillende versies:
- Een versie zegt dat hij gebeten werd door een slang, gezonden door Hera, omdat hij Herakles geholpen had.
- Een andere versie zegt dat hij als enige de begraafplaats van Herakles kende, en gezworen had deze niet te verraden. Na aandringen van de Grieken duidde hij - zonder te spreken - met zijn voet de plaats aan waar de assen van Herakles lagen, waarop hij onmiddellijk een verwonding aan zijn voet opliep.
- Tot slot is er een versie die zegt dat Philoktetes gebeten werd door een slang die gezonden was door de nimf Chryse omdat hij de begraafplaats van Herakles verhuld had.

Nadat Priamos' zoon, Helenus, door de Grieken gefolterd werd, onthulde deze dat Troje niet zou vallen zonder de wapens van Herakles. Volgens de gelijknamige tragedie van Sophocles gingen Odysseus en Neoptolemos (de zoon van Achilles) Philoktetes terughalen van Lemnos, en met zijn
hulp werd Troje veroverd. Zijn voetwonde werd genezen door Machaon of Podalirius. Volgens de mythologie doodde hij Paris.
Later stichtte hij Petilia in Italië.
Over Philoktetes wordt verhaald door Sophocles (die een tragedie aan hem wijdde: zie Philoktetes (Sophokles)), Vergilius, Pindaros, Seneca, Quintilianus, en Ovidius.
- Gemeinsame Normdatei: 118742256
- Library of Congress Control Number: no2014084714
- Nationale Bibliotheek van Israël: 987011339851805171
- Système universitaire de documentation: 027572560
- Virtual International Authority File: 37711691
- WorldCat: E39PCjJKDvfqK34YDb6xymFCpK